# Gordonia (organizacja)

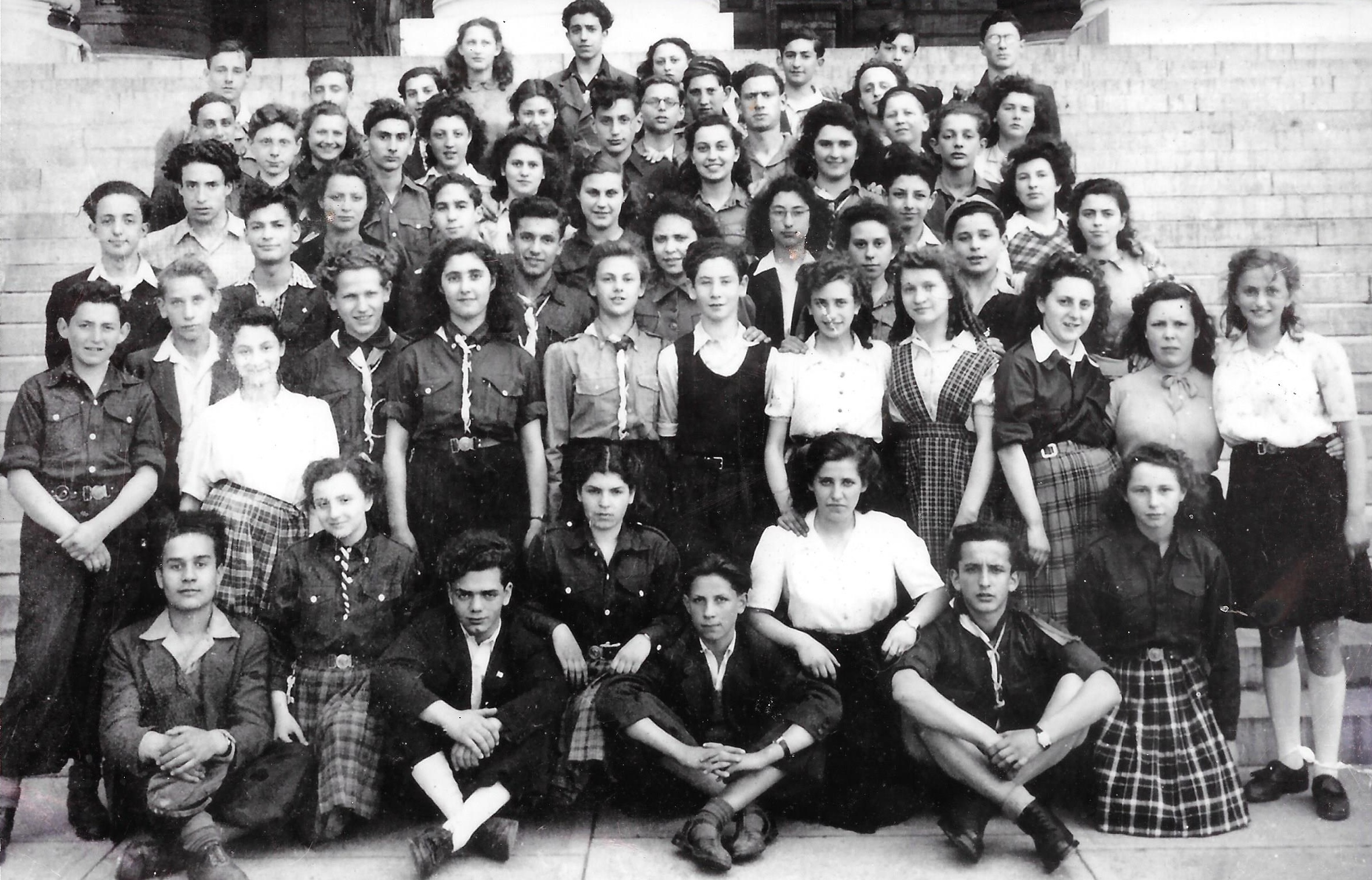
Fotografia przedstawiająca działaczy organizacji „Gordonia”.

Gordonia (hebr. גורדוניה) – syjonistyczna organizacja młodzieżowa partii Hitachdut założonej w 1929 roku w Palestynie przez pisarza i robotnika Aarona Dawida Gordona. Hitachdut i Gordonia miały swych zwolenników wśród inteligencji żydowskiej.